# San Diego (Venezuela)
Pour les articles homonymes, voir San Diego (homonymie).
San Diego est une ville de l'État de Carabobo au Venezuela, capitale de la paroisse civile de San Diego et chef-lieu de la municipalité de San Diego]. La ville fait partie de l'agglomération de Valencia.

## Géographie

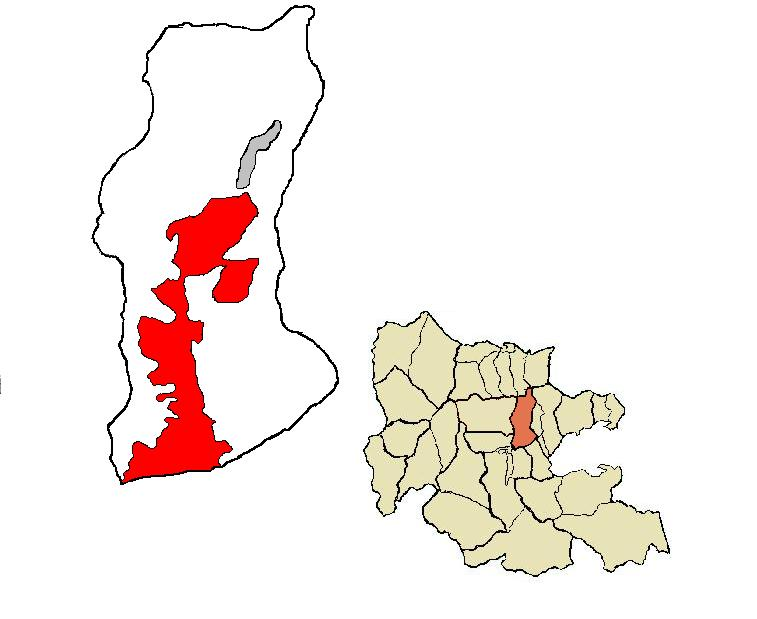
Territoire du chef-lieu au sein de la paroisse civile de San Diego.

La ville est située au sud de la paroisse civile de San Diego.